# Alexandre Rockwell
Charles Alexandre Rockwell (Boston, 18 agosto 1956) è un regista, produttore cinematografico e sceneggiatore statunitense.

## Biografia

### Vita privata
Alexandre è il nipote dell'animatore russo Alexandre Alexeieff che ha inventato il pinscreen. Sua nonna era un'attrice di teatro a Parigi. Anche suo padre era attore e regista. Sua madre, Svetlana Alexeieff Rockwell, pittrice, attualmente vive a Westport, (Massachusetts); originaria di Parigi è emigrata negli Stati Uniti per sposare il padre di Alex. Rockwell è cresciuto a Cambridge, (Massachusetts), e si è trasferito a New York all'età di 20 anni.
Dal 1986 al 1996 è stato sposato con l'attrice Jennifer Beals. La Beals ha presentato Sam Rockwell ad Alexandre, che ha successivamente scritturato in quattro dei suoi film.
Dall'8 febbraio 2003 è sposato con l'attrice Karyn Parsons, con la quale ha due figli - una figlia di nome Lana (nata nel 2003) e un figlio di nome Nico (nato nel 2007).
Alexandre attualmente insegna regia presso la  scuola di specializzazione in cinema dell'Università di New York e risiede a Los Angeles. Sua moglie Karyn ha la sua società di produzione, la Sweetblackberry.com.

## Filmografia
- Lenz (1981)
- Hero (A Strange World of Misfits) (1983)
- Sons (1989)
- In the Soup - Un mare di guai (In the Soup; 1992)
- Somebody to Love - Qualcuno da amare (Somebody to Love; 1994)
- Four Rooms (1995) - Episodio Stanza 404 - L'uomo sbagliato
- Louis & Frank (1998)
- 13 Moons (2002)
- Che fine ha fatto Pete Smalls? (Pete Smalls Is Dead; 2010)
- Little Feet (2013)
- In the Same Garden (2016)
- Sweet Thing (2019)